# AWA世界ライトヘビー級王座
AWA世界ライトヘビー級王座（AWAせかいライトヘビーきゅうおうざ、AWA Light Heavyweight Championship）は、AWAが管理、認定していた王座。
2005年にAWAスーパースターズによって同名のタイトルが復活しているが、それについてはAWA世界ライトヘビー級王座（AWAスーパースターズ版）の項参照。

## 歴史
1981年、マイク・グラハムを初代王者に認定。以降、歴代の王者によってAWAの本拠地ミネソタ州を中心に防衛戦が行われたが、1986年7月に王者のバック・ズモフが投獄されて空位となる。
その後、1988年にグラハムが再び王者となるが、1989年に日本のFMWがAWAの許可を得ず、ジミー・バックランドが1988年12月にフロリダ州タンパにおいて王座を獲得したとして第6代王者に認定（バックランドはグラハムがフロリダで主宰していた団体で活動しており、バックランドがグラハムを破って戴冠したとも考えられる。しかし、1988年12月に両者が対戦したという記録は存在しない。ただし、グラハムがバックランドに「授与」した可能性はある）。
初期のFMWはテコンドー、ボクシング、キックボクシング、ムエタイ、柔道などプロレス以外の格闘家が参戦して異種格闘技戦的な要素が強かったため、プロレス王座でありながらテコンドーの李珏秀（リー・ガク・スー）、キックボクサーの上田勝次が獲得している。
1990年、李のFMW離脱で再び王座が空位となった後、AWAでは8月11日にズモフがジョニー・スチュワートを破って王座を奪還。一方、FMWでは9月25日の王座決定戦でバックランドを破った上田が新王者となるなど、2つの同じ王座が混在する事態を招いたが、1991年にAWAが活動を停止したため、本家であったAWA版は封印される。
一方、FMW版はAWAの解散後も存続して継承されたが、1992年4月にWFDA世界マーシャルアーツジュニアヘビー級王座に改称されて、さらにインディペンデントワールド世界ジュニアヘビー級王座に取って代わる形で1993年に封印された。

## 歴代王者

### AWA世界ライトヘビー級王座
| 歴代  | 選手                 | 戴冠回数 | 獲得日付       | 獲得場所 （対戦相手・その他）                 |
| ----- | -------------------- | -------- | -------------- | --------------------------------------------- |
| 初代  | マイク・グラハム     | 1        | 1981年6月      | 不明 AWAから指名                              |
| 第2代 | バック・ズモフ       | 1        | 1983年6月19日  | ミネソタ州ハンブルク                          |
| 第3代 | スティーブ・リーガル | 1        | 1984年3月25日  | ミネソタ州セントポール                        |
| 第4代 | バック・ズモフ       | 2        | 1985年11月28日 | ミネソタ州セントポール 投獄のため空位         |
| 第5代 | マイク・グラハム     | 2        | 1988年         | 不明 AWAから指名                              |
| 第6代 | バック・ズモフ       | 3        | 1990年8月11日  | ミネソタ州ロチェスター ジョニー・スチュワート |

### AWA世界ライトヘビー級王座（FMW版）
| 歴代   | 選手                       | 戴冠回数 | 獲得日付      | 獲得場所 （対戦相手・その他）                                      |
| ------ | -------------------------- | -------- | ------------- | ------------------------------------------------------------------ |
| 第6代  | ジミー・バックランド       | 1        | 1988年12月    | フロリダ州タンパ FMWがAWAの許可を得ないで王者に認定                |
| 第7代  | 李珏秀（リー・ガク・スー） | 1        | 1990年4月1日  | 後楽園ホール 異種格闘技戦3分15ラウンド FMWを離脱のため空位         |
| 第8代  | 上田勝次                   | 1        | 1990年9月25日 | 露橋スポーツセンター 異種格闘技戦3分5ラウンド ジミー・バックランド |
| 第9代  | ジミー・バックランド       | 2        | 1990年11月5日 | 駒沢オリンピック公園体育館 異種格闘技戦3分15ラウンド               |
| 第10代 | リッキー・フジ             | 1        | 1991年5月29日 | 大田区体育館                                                       |
| 第11代 | マーク・スター             | 1        | 1991年8月24日 | 後楽園ホール                                                       |
| 第12代 | 上田勝次                   | 2        | 1991年8月31日 | 千葉公園体育館 異種格闘技戦3分15ラウンド                           |
| 第13代 | ドクター・ルーサー         | 1        | 1992年3月23日 | スポーツ健康都市記念体育館 異種格闘技戦3分15ラウンド               |

### WFDA世界マーシャルアーツジュニアヘビー級王座
| 歴代  | 選手               | 獲得日付     | 獲得場所 （対戦相手・その他）                    |
| ----- | ------------------ | ------------ | ------------------------------------------------ |
| 初代  | ドクター・ルーサー | 1992年5月    | 不明 FMWが王者に認定                             |
| 第2代 | 上田勝次           | 1992年9月7日 | 戸田市スポーツセンター 異種格闘技戦3分15ラウンド |